# Masahiro Iwata
Masahiro Iwata (født 23. september 1981) er en tidligere japansk fodboldspiller.
Han har spillet for flere forskellige klubber i sin karriere, herunder Nagoya Grampus Eight og FC Gifu.